# Milan Rapaić
Milan Rapaić (Nova Gradiška, 16 augustus 1973) is een Kroatisch voormalig   betaald voetballer. Hij is een aanvallende linkerflankspeler. 

## Clubcarrière
Hij is bekend door zijn goede traptechniek. Wegens een nog steeds onbekende reden verliet Rapaić enkele jaren geleden Standard en ging naar Kroatië. Na enkele maanden keerde hij terug. Hij legde het uit aan de Luikse directie en die vonden zijn excuses aanvaardbaar. Sinds jaar en dag is Rapaić titularis bij Standard. In het seizoen 2005/06 leken ze lang op weg naar de titel. Ze hadden een sterke ploeg met onder anderen de landgenoot van Rapaić Vedran Runje, Sérgio Conceição, Philippe Léonard, Eric Deflandre, Mémé Tchité, Marius Niculae en Karel Geraerts. Toch verloren ze de titel op de laatste speeldag aan RSC Anderlecht.

## Interlandcarrière
Hij speelde 49 interlands met de Kroatische nationale ploeg, waarin hij 6 keer scoorde. Hij behoorde tot de Kroatische selectie op het WK 2002 en EK 2004. 

### Internationale goals
| Goal | Datum         | Locatie                      | Tegenstander | Score | Resultaat | Competitie                       |
| ---- | ------------- | ---------------------------- | ------------ | ----- | --------- | -------------------------------- |
| 1    | 25 april 2001 | Varteksstadion, Varaždin     | Griekenland  | 2 – 2 | 2 – 2     | Vriendschappelijk                |
| 2    | 8 mei 2002    | PMFC, Pécs                   | Hongarije    | 1 – 0 | 2 – 0     | Vriendschappelijk                |
| 3    | 8 juni 2002   | Kashimastadion, Kashima      | Italië       | 2 – 1 | 2 – 1     | Wereldkampioenschap voetbal 2002 |
| 4–5  | 2 april 2003  | Varteksstadion, Varaždin     | Andorra      | 1 – 0 | 2 – 0     | Euro 2004 kwalificaties          |
| 4–5  | 2 april 2003  | Varteksstadion, Varaždin     | Andorra      | 2 – 0 | 2 – 0     | Euro 2004 kwalificaties          |
| 6    | 17 juni 2004  | Dr. Magalhães Pessoa, Leiria | Frankrijk    | 1 – 1 | 2 – 2     | Euro 2004                        |

## Erelijst
HNK Hajduk Split
- Kroatische League (2):1994, 1995
- Beker van Kroatië (2):1993, 1995
- Kroatische Supercup (2): 1993, 1994

 Fenerbahçe
- Süper Lig (1): 2000/2001